# John Franklin-Adams
John Franklin-Adams est un astronome amateur britannique né le 5 août 1843, à Peckham, et mort le 13 août 1913, à Enfield,. Il est l'auteur des Franklin-Adams charts, le premier atlas photographique complet du ciel à avoir été publié,. C'est avec le télescope utilisé par Franklin-Adams pour son relevé photographique que Proxima Centauri, l'étoile la plus proche du Système solaire, a été découverte. (1925) Franklin-Adams, un astéroïde de la ceinture principale, a été ainsi dénommé en l'honneur de l'astronome britannique.